# Мохсин Хамид
Мохсин Хамид (на английски: Mohsin Hamid; на урду: محسن حامد) е британско-пакистански писател, романист.

## Биография и творчество
Мохсин Хамид е роден на 23 юли 1971 г. в Лахор, Пакистан, в семейство от пенджабски и кашмирски произход. На възраст между 3 и 9 години отраства в Калифорния, САЩ, където баща му е университетски професор в докторската програма в Станфордския университет. След това семейството му се премества обратно в Лахор и той учи в американското училище в града.
На 18-годишна възраст се връща в САЩ и следва в Училището за публични и международни отношения „Удроу Уилсън“ на Принстънския университет, който завършва през 1993 г. с отличие и бакалавърска по изкуства с дипломна работа, озаглавена "Устойчиво мощност: Интегрирано планиране на ресурсите в Пакистан”. Докато е в университета учи творческо писане в художествената работилница при Джойс Каръл Оутс и Тони Морисън, където пише и черновата на първия си роман.
След това следва в юридическия факултет на Харвардския университет, който завършва през 1997 г. За да изплати студентските си заеми, заедно със следването си работи няколко години в сферата на корпоративното право като управленски консултант в „Маккинзи енд Къмпани“ в Ню Йорк. Всяка година взема три месеца отпуск, за да завърши ръкописа си.
Първият му роман „Moth Smoke“ (Дим от молец) е издаден през 1998 г. Историята е за уволнения от банката от Лахор Дару Шезад, който се пристрастява към марихуаната и хероина. Той се влюбва в съпругата на най-добрия си приятел и се насочва към престъпна дейност и икономически игри в ядрената сфера. Книгата получава наградата „Бети Трак“ и наградата на Фондация „Хемингуей“.
През 2007 г. е издаден романът му „Неохотният фундаменталист“. Романът, чрез използване на необичайния стил на драматичен монолог, представя историята на пакистанеца Чангиз, който решава да напусне живота си в Америка след неуспешна любовна връзка и терористичните атаки от 11 септември. Книгата става бестселър, преведен е на над 30 езика по света и е номинирана за наградата „Букър“. Печели няколко литературни награди, включително наградата „Анисфийлд-Улф“ и Азиатско-американската литературна награда. През 2012 г. романът е екранизиран в едноименния филм с участието на Риз Ахмед, Кейт Хъдсън, Лийв Шрайбър и Кийфър Съдърланд, а с него е открит 69-я филмовия фестивал във Венеция.
Третият му роман „Как да станем мръсни богати във възходяща Азия“ от 2013 г. Той е любовна история и изследване на масовата урбанизация и глобалната икономическа трансформация – под прикритието на книга за самопомощ. Романът печели международната литературна награда „Тициано Терзани“.
През 2017 г. е издаден романът му „Exit West“ (Изход на запад). Той е история за млада двойка Надя и Саид и връзката им в мюсюлманска страна във време, когато светът е превзет от мигранти.
Негови статии, есета и разкази са публикувани в „Гардиън“, „Ню Йорк Таймс“, „Вашингтон Поуст“, „The Financial Times“, „Dawn“, „The New York Review of Books“, „Granta“ и др.
Мохсин Хамид живее от 2009 г. със семейството си в Лахор.

## Произведения

### Самостоятелни романи
- Moth Smoke (1998)
- The Reluctant Fundamentalist (2007)
Неохотният фундаменталист, изд.: „Жанет 45“, Пловдив (2012), прев. Невена Дишлиева-Кръстева
- How to Get Filthy Rich in Rising Asia (2013)
- Exit West (2017)
- The Last White Man (2022)

### Документалистика
- Shahzia Sikander (2005)
- Discontent and Its Civilizations (2014)

### Разкази
- Focus on the Fundamentals (2006)
- The (Former) General in his Labyrinth (2008)
- A Beheading (2010)
Обезглавяване, сп. „Granta България“ (2015), прев. Маргарита Тенева
- Terminator: Attack of the Drone (2011)
- The Third-Born (2012)
- Don't Fall in Love (2013)
- Alien Invasion in the G.L.A.C. (2013)
- Of Windows and Doors (2016)

### Екранизации
- 2012 The Reluctant Fundamentalist
- ?? Exit West